# Gamla bergbanan, Liseberg

Bergbanan under uppförande år 1923.

Gamla bergbanan, Berg- och dalbanan eller bara Bergbanan, var en av de ursprungliga åkattraktionerna i nöjesparken Liseberg i Göteborg redan från det att nöjesfältet öppnade 1923 under Göteborgs jubileumsutställning. Den kallades från början för den Kanneworffska bergbanan, efter dess förste dekoratör Poul Kanneworff. Banan invigdes på pingstafton, 19 maj 1923 för speciellt inbjudna, och på pingstdagen för allmänheten.
Bergbanan var konstruerad av den danske tivolibyggaren Waldemar Lebech och var 980 meter lång, byggd i trä och när den invigdes var den världens största bergbana. Ursprungligen fanns det fem tågsätt med tre vagnar i varje och plats för tio åkande i varje vagn, och redan under de första två timmarna åkte cirka 3 000 passagerare. Biljettpriset var tio öre för vuxna och fem öre för barn. Idealtiden för ett åkande var satt till 2 minuter och 30 sekunder.
På grund av ökade olycksrisker byggdes bergbanan om något 1951–1952 och fick då "urspårningssäkra" vagnar samtidigt som hela bergbanan gjordes tre meter högre. Fyra år senare renoverades fasaden på nytt, och efter att en tävling utlysts valdes den välkände göteborgskonstnären Knut Irwe. Från september 1955 till april 1956 arbetade Irwe, 15 målare och 17 snickare med att forma ett stiliserat alplandskap och ett parti som kallades "Bergakungens sal". Den abstrakta målningen blev med sina 4 000 kvadratmeter världens största i sitt slag.
Bergbanan revs 1987, och då hade cirka 41 miljoner personer åkt den, där toppåret var 1962 med var fjärde Lisebergsbesökare eller 492 239 personer.
Ett flertal olyckor drabbade bergbanan. Svenska Dagbladets årsbok rapporterar om en "Hotande olycka på Berg- och dalbanan på Göteborgsutställningen" den 4 juni 1923. 1957 omkom en person då denne lossade på säkerhetsspärren och reste på sig i en kurva.